# به‌دام‌افتاده (مجموعه تلویزیونی)
به‌دام‌افتاده (ایسلندی: Ófærð) یک سریال تلویزیونی درام، معمایی و دلهره‌آور ایسلندی است که در سال ۲۰۱۵ منتشر شد.
این مجموعهٔ تلویزیونی، پرهزینه‌ترین سریالی است که تاکنون در کشور ایسلند ساخته شده‌است و در حدود ۱٬۰۰۰٬۰۰۰٬۰۰۰ کرونای ایسلند (۶٬۵۰۰٬۰۰۰ یورو) هزینه دربرداشت. پیش از این، سریال‌های تلویزیونی ایسلندی به‌ندرت هزینه‌ای بیش از ۱۰۰–۲۰۰ میلیون کرونا داشت. تصویربرداری سریال در شهرهای سیکلوفیوذور، سیذیسفیورذور و ریکیاویک انجام پذیرفت و نخستین نمایش بین‌المللی آن در جشنواره بین‌المللی فیلم تورنتو بود. یک سال بعد، بی‌بی‌سی چهار هم آنرا به روی آنتن برد.

## گزیدهٔ بازیگران
- اولاویر داری اولافسون
- ایلیمور کریشتیانستوتیر
- اینکوار اکرت سیگورثون
- بالتاسار برکی سمپر
- سیگرون ادا بیورنستوتیر
- بیارنه هنریکسن
- ثورستن باخمان
- استینون الینا ثورشتینستوتیر
- سولوی آرنارشتوتیر
- ایریس تانیا فلیگنرینگ
- نینا دوگ فیلیپوستوتیر
- بیورن هلینور هارالدسون
- کاتلا مارگریت ثورگیرشتوتیر
- ماریا تلما اسماراتوتیر
- ران ایسولد ایشتینستوتیر
- سالکا سُل اِیفلت
- اونور اوسپ استفانستوتیر
- یوهان سیگوردارسون
- ثورستین گونارسون